# ثيوبروما بيضوية
ثيوبروما بيضوية (الاسم العلمي:Theobroma obovatum) هي نوع من النباتات يتبع جنس الثيوبروما من الفصيلة الخبازية.